# Sterven voor Zanzibar

De ligging van Tanzania in Midden-Afrika.

Het eiland Tanzaniaanse eiland Zanzibar in de Indische Oceaan.

Een topografische kaart van het eiland Zanzibar.

Sterven voor Zanzibar is een spionageroman van auteur Gérard de Villiers en is het 30e deel uit de S.A.S.-reeks met als protagonist de Oostenrijkse prins en freelance CIA-agent Malko Linge.

## Het verhaal
De Chinezen winnen aan politieke invloed op het Tanzaniaanse eiland Zanzibar en dit is tegen het zere been van de Verenigde Staten.
De CIA ontwerpt een plan dat moet leiden tot de omverwerping van Mkele, de zeer wrede president van het eiland, en het aan de macht brengen van het Amerikaans-gezinde verzet.
Het kost Malko zeer veel inspanning om met het verzet in contact te treden. Een informant die heeft ingestemd om Malko te ontmoeten wordt levend verbrand.

## Personages
- Malko Linge, een Oostenrijkse prins en CIA-agent;
- Abdele Mkele, de president en wrede dictator van het eiland Zanzibar;
- Anjeli, een hindoestaanse schone en “Zuster des Doods”.